# Micrasema etra
Micrasema etra är en nattsländeart som beskrevs av Donald G. Denning 1948. Micrasema etra ingår i släktet Micrasema och familjen bäcknattsländor. Inga underarter finns listade i Catalogue of Life.